# Први секретар Комунистичке партије Кубе
Први секретар централног комитета Комунистичке партије Кубе (шп. Primer Secretario del Comité Central del Partido Comunista de Cuba) је дефакто врховни вођа Кубе. Први секретар је највиша позиција у Комунистичкој партији Кубе, као и највиша позиција у политбироу, нaјвишем телу које доноси одлуке на Куби што чини првог секретара најмоћнијом особом на Куби. У комунистичким државама, први или генерални секретар партије је углавном дефакто вођа државе и има више овлашћења од председника (шеф државе) и премијера (шеф владе) ако су те позиције држане од стране различитих политичара.
Од 1961. до 2011. године, први секретар је био Фидел Кастро, који је такође служио као и премијер Кубе и до 2008. као председник Државног савета. Садашњи први секретар је његов брат, Раул Кастро, који је вршио функцију председника Државног савета и председника државе од 2008. до 2018. године. Позиција је основана као имитација позиције првог секретара Комунистичке партије Совјетског Савеза.